# Deutsch Wusterhausen
Deutsch Wusterhausen ist ein zur Kernstadt gehörender Gemeindeteil der Stadt Königs Wusterhausen im Landkreis Dahme-Spreewald des deutschen Bundeslandes Brandenburg.

## Lage
Der Ort liegt westlich des Stadtzentrums und wird von ihm durch die Bundesstraße 179 getrennt, die in diesem Bereich von Norden kommend in südlicher Richtung verläuft. Nördlich liegt der weitere Ortsteil Diepensee. Dazwischen befinden sich insgesamt vier Erhebungen, von denen drei benannt sind. Dies sind im Westen der 53,6 m hohe Weinberg, in Norden eine 45,7 m hohe, unbenannte Fläche, gefolgt östlich gelegenen, 51,3 m hohen Hortenberg und dem 48,3 m hohen Pennigsberg. Westlich liegt, durch die Bundesautobahn 10 getrennt, der Mittenwalder Ortsteil Ragow sowie im Süden mit Schenkendorf ein weiterer Ortsteil von Mittenwalde. Dieser wird von Deutsch Wusterhausen durch die Notte getrennt. Die dazwischen liegenden Flächen werden überwiegend landwirtschaftlich genutzt und durch den Gutsgraben und Dorfgraben entwässert.

## Geschichte und Etymologie

### 13. bis 16. Jahrhundert

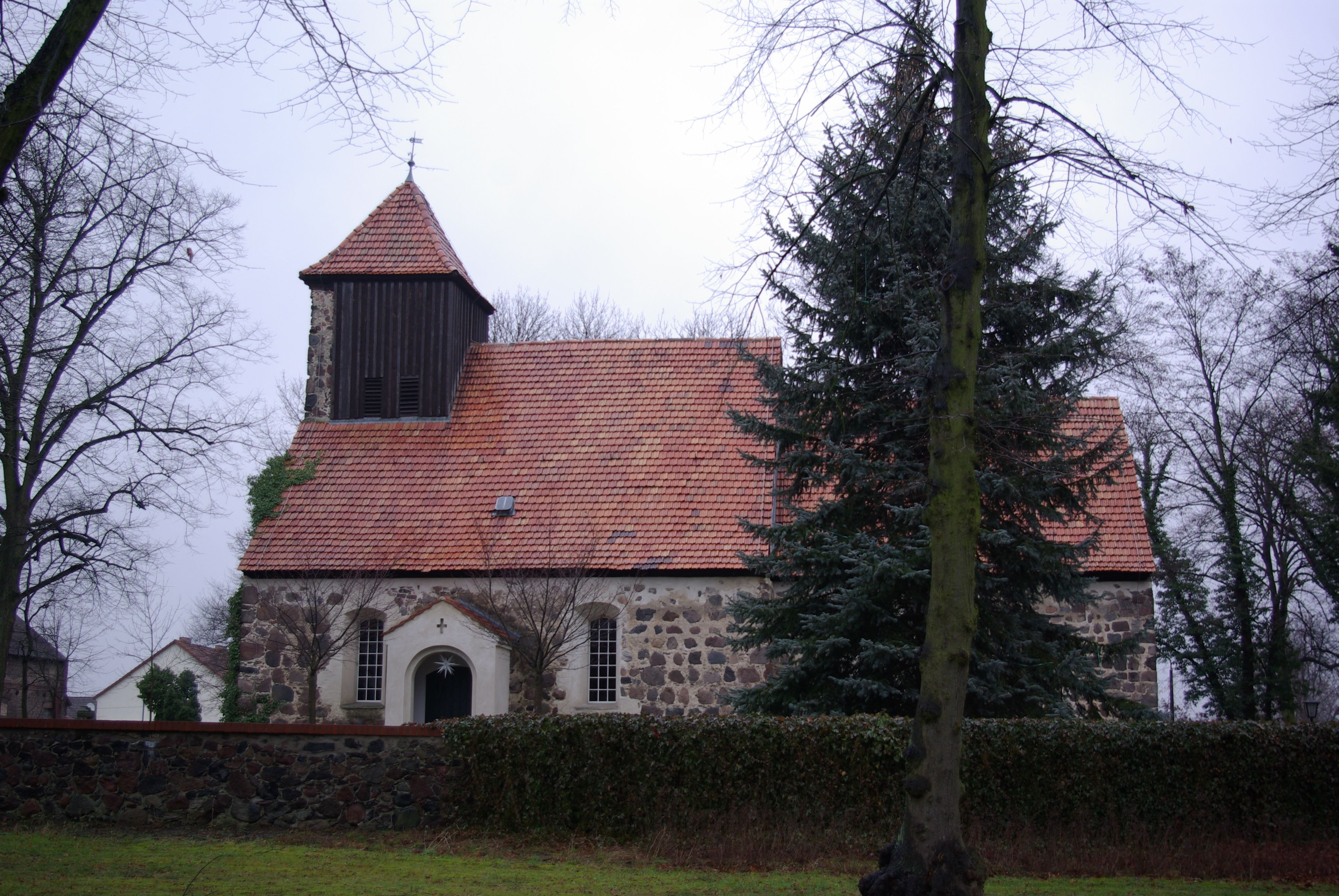
Dorfkirche aus dem 13. Jahrhundert

Das Rund- oder Sackgassendorf wurde 1375 als Dudeschen, Dutschen, Dudeschen Wusterhusen erstmals im Landbuch Karls IV. urkundlich erwähnt. Es war zu dieser Zeit 41 Hufen groß, davon standen dem Pfarrer drei abgabenfreie Pfarrhufen zu. Außerdem gab es eine Kirchhufe. Im Dorf lebten weiterhin fünf Kossäten; es gab einen Krug. Das Dorf war vor 1375 im Besitz derer von Schlieben. Sie hielten die Ober- und Untergerichtsbarkeit, das Kirchenpatronat, die Wagendienste und erhielten – bis auf sieben Hufe – die Bede. Diese standen einem Bürger K. Sünde zu und kamen 1430 an den Bürger Nabel aus Berlin. Der Ortsname bezieht sich auf das benachbarte – und ältere – Königs Wusterhausen, das bis 1718 als Wendisch Wusterhausen bezeichnet wurde. Bereits im 13. Jahrhundert wurde die spätromanische Kirche erbaut. Im Jahr 1450 war das Dorf nach wie vor 43 Hufen groß, allerdings lagen sieben Hufen wüst. Es gab einen Krug und neun Kossäten. Die schlechte Entwicklung setzte sich in den darauffolgenden Jahrzehnten fort. Im Jahr 1480 waren bereits 16 Hufen wüst gefallen, von den neun Kossätenhöfen waren sieben wüst. Bis nach 1480 waren die von Schlieben noch im Besitz des Ortes. Die sieben Hufen des Bürger Nabel gingen um 1536 an einen M. Happe von Hapberg. Danach verlieren sich die Eigentumsverhältnisse, bis vor 1550 die Schenken von Landsberg als neue Besitzer in dem „Pfarrdorf in der Herrschaft Wusterhausen“ (1542) erschienen.

### 17. Jahrhundert
Vor dem Dreißigjährigen Krieg gab es im Dorf im Jahr 1624 elf Hufner, drei Kossäten und einen Hirten. Die Gemarkung war mittlerweile nur noch 31 Hufen groß. Den Krieg überlebten lediglich drei Bauern und ein Sohn. Im Jahr 1664 übernahmen die Ganz zu Putzlitz wiederverkaufsweise den Ort. Von dort kam er 1687 in die Herrschaft Königs Wusterhausens.

### 18. Jahrhundert

Karte von Deutsch Wusterhausen und Königs Wusterhausen (um 1800)

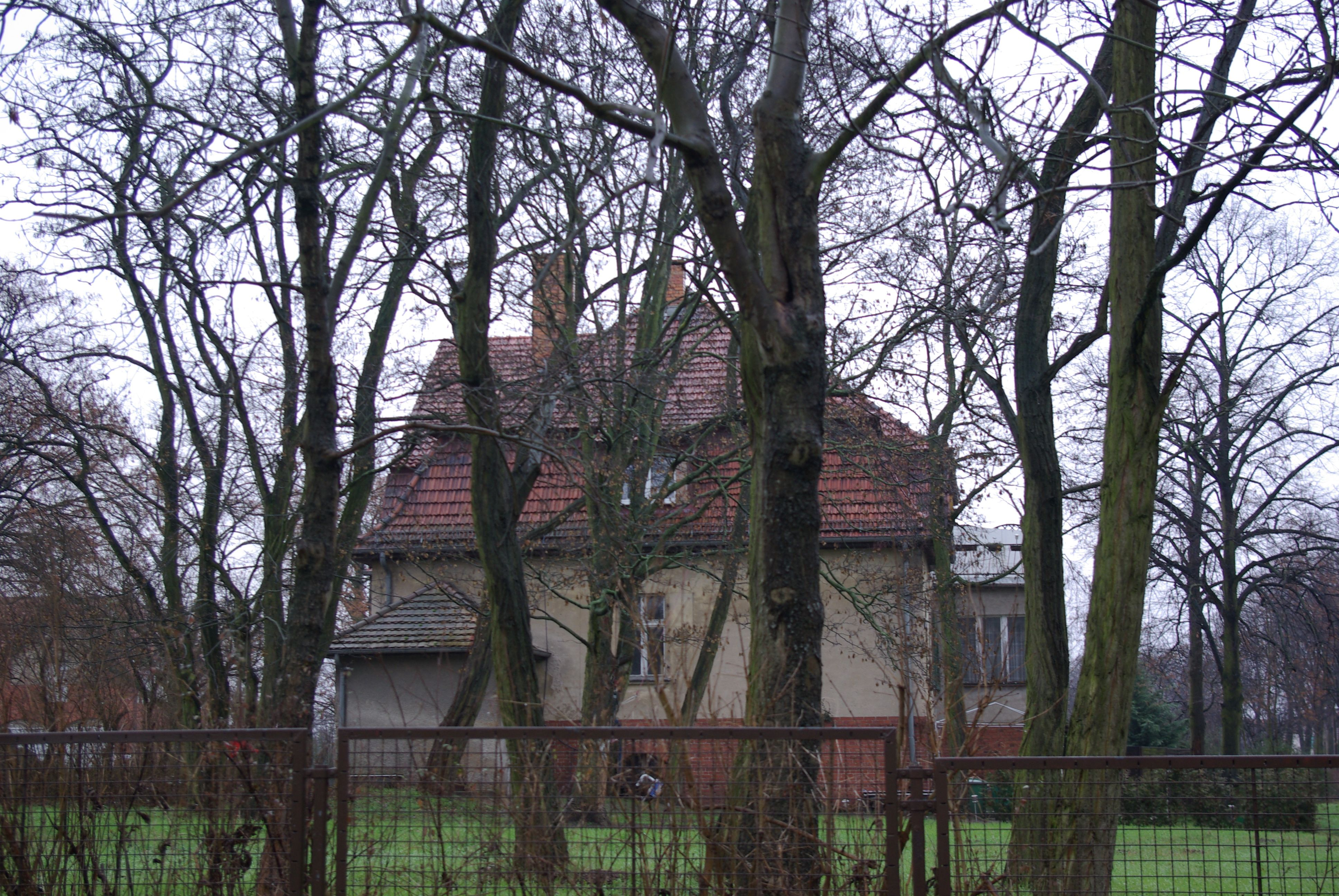
Gut Deutsch Wusterhausen

Im 18. Jahrhundert wurde Deutsch Wusterhausen zur Nebenresidenz des preußischen Königs Friedrich Wilhelm I. Das alte Stadtgut steht mit den umgebenden Gebäuden unter Denkmalschutz. Zu Beginn des 18. Jahrhunderts war die Gemarkung nach wie vor 31 Hufen groß. Es gab einen Bauern mit zwei Hufen, zwei Bauern mit je einer Hufe sowie ein Vorwerk mit 27 Hufen. Im Ort arbeiteten ein Schmied und ein Hirte. Die Statistik verzeichnete weiterhin „guten Acker, Hütung, Wiesewachs und Viehzucht“, aber auch „notdürftige Kohlgärten“. Die Einwohner hatten weiterhin das Recht, Schafe zu hüten, durften jedoch kein Holz schlagen. 1711 standen im Dorf zehn Wohnhäuser (=Giebel); 1743 lebten in Deutsch Wusterhausen neun Bauern, drei Kossäten und ein Krüger. Bis 1771 waren zwei Häuser hinzugekommen. Nun lebten im Dorf unter anderem der Hirte und zwei Paar Hausleute. Sie mussten für jeden der 31 Hufen vier Groschen an Abgaben leisten.

### 19. Jahrhundert
Im Jahr 1801 bestand Deutsch Wusterhausen aus dem Dorf und einem Vorwerk. Es gab sieben Ganzbauern, fünf Ganzkossäten, zwei Büdner und sieben Einlieger. Im Jahr 1840 wurde lapidar von 18 Wohnhäusern berichtet. Es gab im Jahr 1858 elf Hofeigentümer, die 22 Knechte und Mägde sowie acht Tagelöhner beschäftigten. Weiterhin gab es sieben nebengewerbliche Landwirte sowie acht Arbeiter. Im Dorf gab es 22 Besitzungen: Eine war mit 798 Morgen größer als 600 Morgen, 13 zwischen 30 und 300 Morgen (zusammen 1859 Morgen), drei zwischen 5 und 30 Morgen (zusammen 26 Morgen) sowie fünf unter 5 Morgen (zusammen 22 Morgen). Im Dorf hatten sich zwischenzeitlich einige Gewerke niedergelassen. Es gab einen Schneidergesellen, vier Zimmerergesellen, vier Maurergesellen und einen Lehrling sowie einen Krug. Im Jahr 1860 gab es im Dorf und Gut zwei öffentliche, 21 Wohn- und 31 Wirtschaftsgebäude. Die Gemarkung war 2712 Morgen groß: Dabei entfielen 2263 Morgen auf Acker, 254 Morgen auf Weide, 150 Morgen auf Wiese und 7 Morgen auf Gehöfte.

### 20. und 21. Jahrhundert
Um die Jahrhundertwende standen im Ort 46 Häuser sowie im Gut zwei weitere Gebäude, die zum Rieselgut der Stadt Schöneberg zählten. Der Bestand wuchs auf 80 Häuser im Jahr 1931 an. Im Jahr 1939 gab es im Dorf einen land- und forstwirtschaftlichen Betrieb, der größer als 100 Hektar war. Fünf weitere Betriebe waren zwischen 20 und 100 Hektar groß, elf Betriebe zwischen 10 und 20 Hektar, neun Betriebe zwischen 5 und 10 Hektar sowie elf Betriebe zwischen 0,5 und 5 Hektar.
Nach dem Zweiten Weltkrieg wurden 20 Hektar enteignet und aufgeteilt. Vier Bauern erhielten bis zu einem Hektar (zusammen ein Hektar), acht Bauern zwischen einem und fünf Hektar (zusammen 17 Hektar). 1945 wurde das VEG Deutsch Wusterhausen gegründet. Im Jahr 1959
gründete sich eine LPG vom Typ I mit acht Mitgliedern und 28 Hektar landwirtschaftlicher Nutzfläche. Im Jahr 1960 bestanden die VE Lehr- und Versuchsanstalt Deutsch Wusterhausen mit 102 Beschäftigten sowie zwei LPG Typ I mit zusammen 29 Mitgliedern und 248 Hektar Fläche. Diese beiden LPGn schlossen sich 1967 zusammen. 1973 bestanden das VEG Deutsch Wusterhausen sowie die LPG Deutsch Wusterhausen.
Die ehemals selbstständige Gemeinde wurde am 1. Januar 1974 eingemeindet.
Nördlich von Deutsch Wusterhausen liegt der neu aufgebaute Ort Diepensee, der im Jahr 2003 wegen des Baues des Flughafens Berlin Brandenburg von Schönefeld nach Königs Wusterhausen umziehen musste.

## Bevölkerungsentwicklung
| Jahr      | 1734 | 1772 | 1801 | 1817 | 1840 | 1858 | 1895 | 1925                | 1939 | 1946 | 1964 | 1971 |
| Einwohner | 142  | 119  | 121  | 119  | 160  | 194  | 320  | 866 und 4 (Vorwerk) | 1031 | 1032 | 865  | 890  |

## Kultur und Sehenswürdigkeiten
- Die Dorfkirche Deutsch Wusterhausen ist eine spätromanische Feldsteinkirche aus dem frühen 13. Jahrhundert. Der Innenraum wurde 1966 neu gestaltet.
- In Deutsch Wusterhausen sind der Fußballverein SG Grün-Weiß Deutsch Wusterhausen und der Motorradclub Dotsch Riders MC beheimatet.